# Davinópolis (Goiás)
Davinópolis est une municipalité brésilienne de l'État de Goiás et la microrégion de Catalão.

## Personnalités
- Amado Batista (1951-), chanteur et violoniste brésilien, né à Davinópolis.